# 1705.
◄ | 17. stoljeće | 18. stoljeće | 19. stoljeće | ►
◄ | 1670-ih | 1680-ih | 1690-ih | 1700-ih | 1710-ih | 1720-ih | 1730-ih | ►
◄◄ | ◄ | 1702. | 1703. | 1704. | 1705. | 1706. | 1707. | 1708. | ► | ►►
Arhitektura • Astronomija • Biologija • Glazba • Kazalište • Kemija • Kiparstvo • Knjige • Književnost • Kršćanstvo • Medicina • Politika • Pravo • Promet • Slikarstvo • Znanost

## Rođenja
- 9. veljače – Matija Jušić, hrvatski vjerski pisac i misionar († 1772.)
- 21. lipnja – David Hartley, engleski filozof († 1757.)

## Smrti
- 31. svibnja – Štefan Puslabonić, hrvatski književnik (* 1651.)

## Vanjske poveznice
|  | Zajednički poslužitelj ima još gradiva o temi 1705. |